# Seznam chráněných území v okrese Zlaté Moravce
Toto je seznam chráněných území v okrese Zlaté Moravce aktuální k roku 2017, ve kterém jsou uvedena chráněná území v oblasti okresu Zlaté Moravce.
| Kód  | Obrázek               | Typ | Název                       | Rozloha (ha) | Galerie Commons                                                                | Popis území | Souřadnice                       |
| ---- | --------------------- | --- | --------------------------- | ------------ | ------------------------------------------------------------------------------ | --- | -------------------------------- |
| 4    | Arborétum Mlyňany SAV | CHA | Arboretum Mlyňany           | 61,1479      | Kategorie „Arboretum Mlyňany“ na Wikimedia Commons                             | | 48°19′11″ s. š., 18°22′8″ v. d.  |
| 1080 |                       | CHA | Kostolianske lúky           | 4,2019       |                                                                                | |                                  |
| 981  | Topoľčiansky park     | CHA | Topoľčiansky park           | 10,3300      | Kategorie „Park in Topoľčianky“ na Wikimedia Commons                           | Předmětem ochrany je mimořádně cenný historický park na okraji obce Topoľčianky. Jeden z největších a nejstarších na Slovensku. Někteří jedinci v parku pocházejí již z let 1800–1810. Celkově se zde nachází více než 300 taxonů dřevin. | 48°25′22″ s. š., 18°24′49″ v. d. |
| 180  |                       | NPR | Včelár                      | 8,7600       |                                                                                | |                                  |
| 779  | Veľký Inovec          | PP  | Veľký Inovec                | 8,4000       | Kategorie „Veľký Inovec“ na Wikimedia Commons                                  | | 48°24′33″ s. š., 18°32′34″ v. d. |
| 197  | Zubr evropský         | CHA | Zubří obora v Topoľčiankách | 140,1600     | Kategorie „Topoľčianska zubria zvernica (Protected site)“ na Wikimedia Commons | | 48°27′47″ s. š., 18°9′56″ v. d.  |